# 第22回ハリウッド映画賞
第22回ハリウッド映画賞は2018年の映画に贈られる賞であり、2018年11月4日にカリフォルニア州ビバリーヒルズのビバリー・ヒルトンで授賞式が行われた。

## 受賞一覧
受賞対象は太字で記す。

### 功労賞
- ニコール・キッドマン

### 作品賞
- 『ブラックパンサー』

### 監督賞
- デイミアン・チャゼル - 『ファースト・マン』

### 主演男優賞
- ヒュー・ジャックマン - 『フロントランナー』

### 主演女優賞
- グレン・クローズ - 『天才作家の妻 40年目の真実』

### 助演男優賞
- ティモシー・シャラメ - 『ビューティフル・ボーイ』

### 助演女優賞
- レイチェル・ワイズ - 『女王陛下のお気に入り』

### アンサンブル演技賞
- 『グリーンブック』

### 脚本賞
- ピーター・ファレリー、ニック・バレロンガ、ブライアン・ヘインズ・クリー - 『グリーンブック』

### ブレイクスルー監督賞
- フェリックス・ヴァン・フルーニンゲン - 『ビューティフル・ボーイ』

### ブレイクスルー男優賞
- ジョン・デヴィッド・ワシントン - 『ブラック・クランズマン』

### ブレイクスルー女優賞
- アマンドラ・ステンバーグ - 『ヘイト・ユー・ギブ』

### ブレイクスルーアンサンブル演技賞
- 『クレイジー・リッチ!』

### 新人賞
- ヤリッツァ・アパリシオ - 『ROMA/ローマ』

### アニメーション映画賞
- 『インクレディブル・ファミリー』

### ドキュメンタリー映画賞
- 『Beliver』

### 撮影賞
- マシュー・リバティーク - 『アリー/ スター誕生』

### 作曲賞
- ジャスティン・ハーウィッツ - 『ファースト・マン』

### 編集賞
- トム・クロス - 『ファースト・マン』

### 視覚効果賞
- ダン・デリーウ、ケリー・ポート、ラッセル・アール、ダン・サディック - 『アベンジャーズ/インフィニティ・ウォー』

### 衣装デザイン賞
- サンディ・パウエル - 『女王陛下のお気に入り』

### メイクアップ＆スタイリング賞
- ジェニー・シャーコア（英語版）、サラ・ケリー、ハンナ・エドワーズ - 『ふたりの女王 メアリーとエリザベス』

### 美術賞
- ハンナ・ビークラー（英語版） - 『ブラックパンサー』

### 音響賞
- エリク・アアダール、イーサン・ヴァン・ダー・リン、ブランドン・プロクター - 『クワイエット・プレイス』